# Cratere Selevac
Selevac  è un cratere sulla superficie di Marte.